# Slusebæk
Slusebæk (dansk) eller Schlusbek  (tysk) er et mindre vandløb ved Ulsnæs (Ulsnæs Sogn, Slis Herred) i det sydøstlige Angel (Sydslesvig) i den nordtyske delstat Slesvig-Holsten. Bækken udspringer ved den nord for landsbyen Hestoft beliggende Hestetoftskov og udmunder øst for Ulsnæs i Gundeby Nor / Slien. I dag er bækken rørlagt på   det meste af dens løb.
Forleddet er subst. sluse (≈møllesluse).